# Полтавська єпархія ПЦУ
Полтавська єпархія — єпархія Православної церкви України на території Полтавської області. Від липня 1992 року діяла як Харківсько-Полтавська. У якості окремої єпархії заснована 1993 року.

## Історія
Сучасні полтавські землі з самого початку хрещення Русі рівноапостольним князем Володимиром підпорядковувалися архиєрейській кафедрі у Переяславі. До кінця XVIII парафії Полтавщини були у підпорядкуванні київських митрополитів, входили до складу Чернігівської, Смоленської, Переяславсько-Бориспільської, Словянсько-Херсонської єпархіальних кафедр, що пов'язано із історичними змінами.
17 грудня 1803 року указом Синоду створюється самостійна Полтавська єпархія.
У травні 1917 року у м. Полтаві відбувся Єпархіальний Собор духовенства Полтавської єпархії, який прийняв постанову про українізацію Церкви та встановлення традиційного церковного устрою в Україні. Полтавський владика Парфеній (Левицький) не став першим архипастирем незалежної Української Автокефальної Церкви, відмовився прийняти запропонований  йому сан митрополита. 1941 року, з початком німецько-фашистської окупації, розпочинається масове відкриття закритих раніше храмів, відновлюється церковна ієрархія. У цей час створюються Умансько-Полтавська єпархія на чолі з єпископом Ігорем (Губою) та Лубенська, очолена єпископом Сильвестром (Гаєвським). До УАПЦ приєднується митрополит Харківський і Полтавський Феофіл (Булдовський).
Вже у 1943 році на Полтавщині, без Лубенщини, було 150 парафій УАПЦ. Під тиском радянської влади у 1943 році на Полтавщині залишилися лише парафії Російської Православної Церкви, а в 1985 році на території області лишилися тільки 52 діючі парафії Московського Патріархату. Коли УАПЦ відновлює свою присутність в Україні, то відновлюються парафії УАПЦ і на Полтавщині — Свято-Покровська та Свято-Успенська в Полтаві, Свято-Миколаївська в Кременчуці — з'явилися в 1989 році, але реєстрація їх органами влади відбулася лише 1991 року.
Полтавська єпархія УПЦ Київського Патріархату з липня 1992 діяла як Харківсько-Полтавська, очолювана єпископом Романом (Попенком), а з липня 1993 року, у зв'язку із збільшенням кількості парафій УПЦ Київського Патріархату на Полтавщині, відокремилася від Харківської у самостійну єпархію.
Із 15 листопада 2006 року єпархію очолює Архієпископ Полтавський і Кременчуцький Федір (Бубнюк). Під загальною зміною які спричинив Томос виданий патріархом Варфоломієм УПЦ КП в місті Полтава припинила свою діяльність, як неканонічна група і трансформувалася у ПЦУ. Майже всі громади УПЦ КП пройшли перереєстрацію.
Єпархія на 01.01.2021 р. налічує понад 240 парафій. Звичайно є парафії, де служби проводяться рідко за відсутності приміщення, або священника, деякі священники обслуговують по 2-3-4 парафії.
Існують православні братства та сестринства.
З 2004 року розвивається молодіжна робота, створено Полтавське молодіжне православне братство. При парафіях діють 22 недільні школи.
26 листопада 2008 року прийнято рішення Священного Синоду про відкриття монастиря Різдва Пресвятої Богородиці в с. Горбанівка Полтавського району.
З 15 грудня 2018 належить до Православної Церкви України.

## Єпархіальні відділи
- Єпархіальне управління
- Секретар єпархії — прот. Іван Орловський
- Відділ співпраці зі Збройними силами — протоієрей Володимир Макогон.
- Головний капелан — свящ. Дмитро Луценко
- Відділ у справах молоді — диякон Володимир Гусак
- Відділ співпраці з правоохоронними органами — ієрей Володимир Храпач
- Паломницький центр ім. прп. Паїсія (Величковського) Казмірчук Любов Леонідівна
- Духовно-культурний центр ім. прп. Паїсія (Величковського) — Козлов Сергій Валерійович
- Прес-служба єпархії — Темник Лариса Семенівна

## Список парафій Полтавської єпархії

### м.Полтава

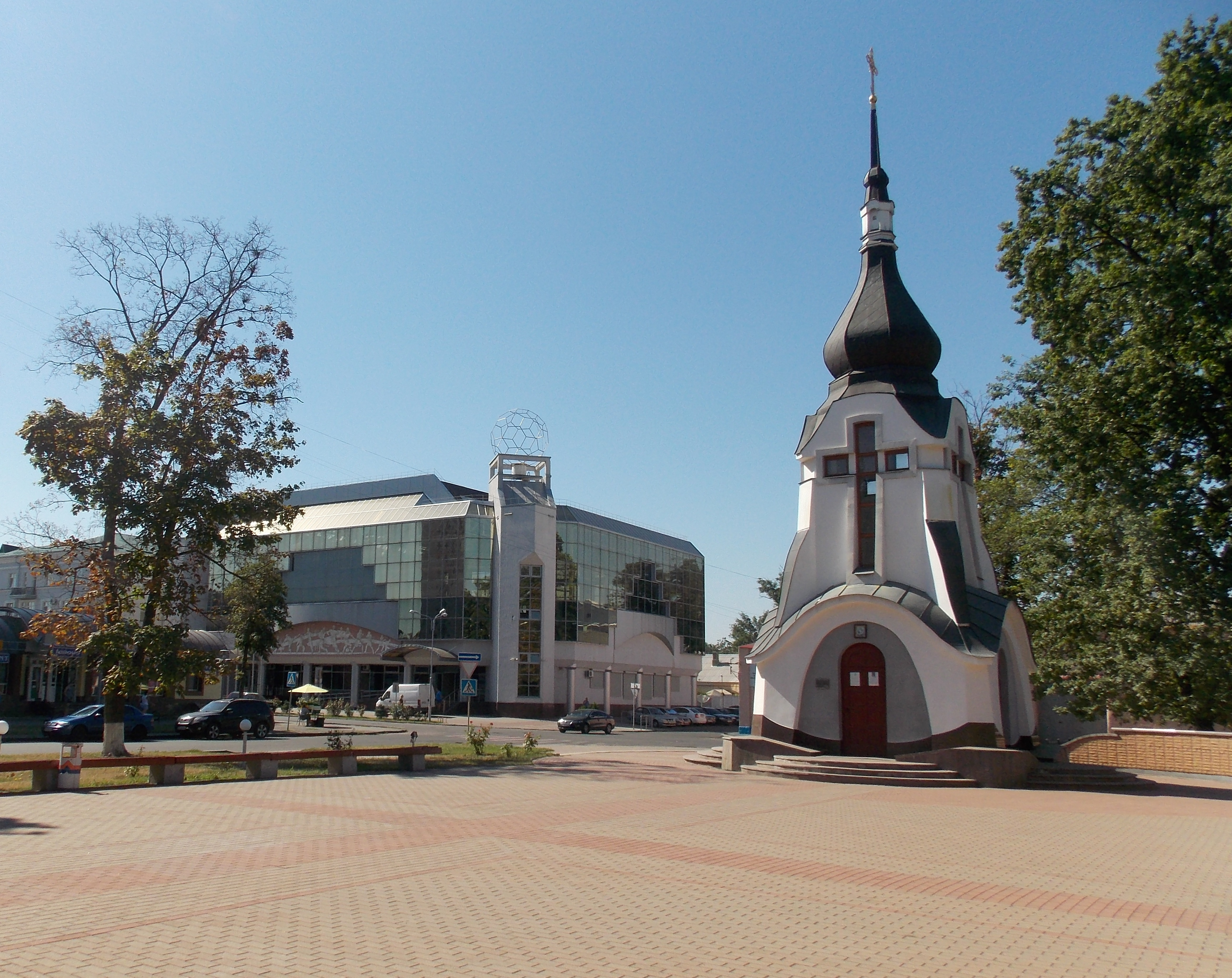
Каплиця Святого-Архистратига Михаїла

- Свято-Успенський кафедральний собор (м.Полтава, Соборний майдан,1)- настоятель: митрополит Полтавський і Кременчуцький Федір
- Свято-Миколаївська парафія (м.Полтава, пров. Першотравневий,3), прот. Олександр Дедюхін
- парафія Святого мученика Пантелеймона (м.Полтава, бульвар Нестерова, 2/67), прот. Григорій Кислий
- парафія Ікони Божої Матері "Нечаяна радість" (м.Полтава, вул. Шевченка,124), прот.Євген Носенко
- парафія Святителя Луки (м.Полтава, вул.Олеся Гончара,27в, пологовий будинок, свящ. Костянтин Остроушко
- Свято-Покровська парафія (м.Полтава, вул.Нікітченка,1), прот. Микола Храпач
- каплиця Преподобного Сергія Радонезького при військовій частині 3052 Національної гвардії України вул. Лесі Українки, 24-А прот. Володимир Храпач
- каплиця Святого Архистратига Михаїла (Меморіальний комплекс загиблим співробітникам поліції (м.Полтава, вул. Юліана Матвійчука),  прот. Володимир Храпач
- парафія Святої Блаженної Ксенії Петербурзької (м.Полтава, вул. Пушкарівська,22), свящ. Костянтин Остроушко
- Свято-Вознесенська парафія (м.Полтава, вул.Євгена Коновальця), прот. Володимир Стороженко

### м.ГадячіГадяцький район, благочинний прот. Олег Пограничний
- прот. Олег Пограничний
- парафія Свято-Михайлівська м. Гадяч, вул. Вокзальна, 16 б
- парафія Свято-Троїцька  с. Хитці
- парафія Різдва Пресвятої Богородиці с. Ціпки
- прот. Василь Касенич
- парафія Свято-Миколаївська  с. Красна Лука
- парафія Різдва Пресвятої Богородиці с. Ручки
- парафія Свято-Покровська  с. Римарівка
- прот. Богдан Лаврись
- парафія Свято-Успенська  с. Рашівка
- Свято-Михайлівська парафія с. Сватки
- Свято-Петропавлівська парафія с. Побиванка

### Глобинський район, благочинний  протоієрей Володимир Баран
- прот. Зеновій Николин Свято-Миколаївська парафія м. Глобине, вул. Челюскіна, 13
- Свято-Михайлівська парафія с. Горби
- свящ. Василь Дяківнич Свято-Георгіївська парафія с. Пироги
- Свято-Благовіщенська парафія с. Опришки
- свящ. Іван Костів Свято-Троїцька парафія смт. Градизьк, вул. Київська,61
- прот. Микола Прищ Свято-Миколаївська парафія м. Гребінка, вул. Паркова, 119
- прот. Іван Федорів Свято-Миколаївська парафія с. Корещина.

### Диканський район
- ієрей Богдан Себій парафія Всіх Святих с. Орданівка
- ієрей Сергій Висланько парафія свт. Луки смт. Диканька

### Зіньківський район
- свящ. Анатолій Рудько Свято-Михайлівська парафія смт. Опішня, вул. Незалежності, 52
- свящ. Олег Пограничний  ; Свято-Георгіївська парафія с. Бобрівник

### Кобеляцький район
- свящ. Дмитро Луценко  ;
- парафія Різдва Іоанна Предтечі с. Марківка, с. Свічкареве
- парафія Святого вмч. Пантелеймона с. Бутенки
- свящ. Дмитро Шевченко  ;
- парафія Собору архангела Гавриїла с. Світлогірське
- парафія Різдва св. Іоана Предтечі с. Іванівка
- прот. Михаїл Куцик
- Свято-Миколаївська парафія с. Коваленківка
- Свято-Петропавлівська парафія с. Сухе
- смт. Котельва та Котелевський район
- свящ. Ігор Яворський

### м.КременчукіКременчуцький  район
- прот. Володимир Макогон - Свято-Миколаївський кафедральний собор м. Кременчук, вул.29 вересня, 16/ 34 сайт: https://web.archive.org/web/20190131091411/http://www.cmcobor.in.ua/
- свящ. Олександр Заніздра -  парафія св. ап. Іоана Богослова м. Кременчук, вул. Павлова, 16 в
- прот. Юрій Казьмін -  Свято-Володимирівська парафія м. Кременчук, вул. Ціолковського, 42а
- прот. Анатолій Куліш  -  парафія Ікони Божої Матері «Всіх скорботних радість» м. Кременчук, вул. Чкалова, 186 (кондитерська фабрика «Лукас»)
- свящ. Василь Микулинець -  Свято-Вознесенська парафія с. Потоки
- свящ. Іван Панасюк  ; -  Свято-Успенська парафія с. Максимівка
- свящ. Миколай Гандзюк - Спасо-Преображенська парафія с. Келеберда
- свящ. Миколай Гандзюк - Петро-Павлівська парафія м. Горішні Плавні

### м.ЛохвицяіЛохвицький район
- свящ. Всеволод Бігун  
  - парафія святого пророка Іоана Хрестителя м. Лохвиця, вул. Українська, 43а
  - парафія Благовіщення Господнього м. Лохвиця, вул. Шевченка, 1а
  - парафія Успіння Пресвятої Богородиці с. Мехедівка
- прот. Михайло Горожинський  
  - парафія св.ап. Іоана Богослова м. Заводське, вул. Ватутіна, 59
  - Свято-Троїцька парафія м. Заводське, вул. Лесі Українки, 3
  - Свято-Вознесенська парафія с. Бодаква
- свящ. Михайло Малетич  ;  
  - парафія св. Андрія Первозванного с. Погарщина
  - Свято-Миколаївська парафія с. Токарі
- свящ. Андрій Ольховик  
  - Свято-Троїцька парафія с. Гиряві Ісківці
- прот. Василь Ціко  
  - Свято-Воскресенська парафія с. Вирішальне
  - парафія Святої Великомучениці Варвари с. Корсунівка

### м.ЛубниіЛубенський районблагочинний  протоієрей Володимир Ігнатович
- прот. Володимир Ігнатович
- парафія Святого великомученика Пантелеймона м. Лубни, 2-й провулок Залізничний, 3
- прот. Георгій Лобачевський
- парафія Всіх святих землі української м. Лубни, вул. Мистецька, 3
- прот. Іван Бурба Свято-Хрествоздвиженська парафія с. Мгар
- свящ. Іван Гордієнко
- Свято-Успенська парафія с. Духове
- Свято-Покровська парафія с. Нижній Булатець
- свящ. Василь Ціко  ;
- парафія Різдва Пресвятої Богородиці с. Хорошки
- Свято-Вознесенська парафія с. Снітин

### Машівський район
- свящ. Ігор Йонка
- Хрестовоздвиженська каплиця м. Машівка (біля районного військового комісаріату)
- парафія св. благовірного князя Олександра Невського с. Михайлівка
- парафія преп. Агапіта Печерського с. Павлівка
- свящ. Сергій Ярош  ;
- Свято-Вознесенська парафія с.Ряське
- Свято-Покровська парафія с. Коновалівка

### м.МиргородіМиргородський район
- єрей Сергій Солонець
- парафія Всіх Святих м. Миргород, пров. Наріжного, 15 (зупинка Мала церква)
- єрей Сергій Зуїв
- парафія святої великомучениці Варвари с. Гаркушинці
- протоєрей Василь Ціко
- парафія святих апостолів Петра і Павла с. Черкащани
- єрей Володимир Гришко
- парафія Різдва Пресвятої Богородиці с. Комишня
- протоєрей Андрій Щербань
- парафія святого Миколая с. Попівка
- парафія Покрови Пресвятої Богородиці с. Черевки

### Новосанжарський район
- свящ. Євген Яремчук
- Свято-Преображенська парафія смт. Нові Санжари, вул. Центральна, 22
- свящ. Микола Лісняк
- парафія Великомученика Юрія Переможця с. Соколова Балка
- свящ. Михайло Свєтлов
- Свято-Покровська парафія с. Стовбина Долина

### м.ОржицяіОржицький район
- свящ. Віктор Семенюк
- Свято-Преображенська парафія м. Оржиця, вул. Центральна, 49
- свящ. Іван Гордієнко
- Свято-Миколаївська парафія с. Лазірки

### м.ПирятиніПирятинський район
- прот. Іван Микитчук
- Свято-Успенська парафія м. Пирятин, вул. Успенська, 1а
- парафія Різдва Пресвятої Богородиці с.Малютинці
- прот. Миколай Ціко
- Свято-Вознесенська парафія м. Пирятин, вул. Полтавська, 5а.
- парафія св.апостола Іоана Богослова с.Велика Круча
- парафія Святого великомученика Пантелеймона с. Смотрики

### Полтавський район, благочинний ієромонах Іоан (Луценко)
- ієрей Дмитро Шевченко
- Петро-Павлівська парафія с. Пальчиківка (Кірове)
- парафія святої праведної Анни с. Гора
- свящ. Роман Чайко
- Свято-Покровська парафія с. Ковалівка
- свящ. Ростислав Дайнего
- Свято-Преображенська парафія с. Микільське
- прот. Олександр Кириченко
- Свято-Покровська парафія с. Жуки
- свящ. Костянтин Остроушко
- парафія св.апостола Іоана Богослова с.Мачухи
- прот. Василь Патрош с. Калашники
- парафія Різдва Пресвятої Богородиці с. Горбанівка, вул. Соборна, 1 б
- ієромонах Іоан (Луценко)
- Свято-Михайлівська парафія с. Петрівка
- свящ.  Іван Перелюк
- Свято-Троїцька парафія с. Розсошенці, вул. Степна, 2
- в.о. свящ. Костянтин Острушко
- парафія Великомучениці Варвари с. Біологічне
- парафія Різдва Христового с. Гожули
- прот. Андрій Семешко
- Свято-Богоявленська парафія с. Супрунівка
- свящ. Володимир Стороженко
- Свято-Вознесенська парафія с. Головач
- парафія Введення в храм Пресвятої Богородиці с. Заворскло
- прот. Євген Телішевський

### смт.РешетилівкаіРешетилівський район
- прот. Володимир Пипко
- Свято-Благовіщенська парафія смт. Решетилівка (центр селища, біля спорткомплексу «Колос»)
- Свято-Вознесенська парафія с. Сухорабівка
- Свято-Володимирівська парафія с. Дружба
- свящ. Михайло Свєтлов
- Свято-Вознесенська парафія с.Плоске
- Хрестовоздвиженська парафія с. Лобачі

### Семенівський район, благочинний протоієрей Іван Сушінець
- прот. Орест Павзюк
- Свято-Покровська парафія смт. Семенівка
- прот. Іван Сушінець
- Свято-Покровська парафія с. Біляки
- Свято-Покровська парафія с. Василівка
- Парафія св. пророка Єремії с. Вереміївка

### м.ХороліХорольський район, благочинний протоієрей Василь Сумилик
- прот. Василь Симулик
- парафія св.апостолів Петра і Павла м. Хорол, вул. Василя Маковського, 1 (колишня Піонерська)
- свящ. Василь Ліпший
- парафія Різдва Христового с. Вергуни[3]
- Свято-Преображенська парафія с. Штомпелівка

### смт.ЧутовеЧутівський район
- свящ. Володимир Храпач
- парафія Трьох Святителів Василя Великого, Григорія Богослова, Іоана Золотоустого смт.Чутове, пров. Весняний 1
- свящ. Володимир Храпач
- парафія Свято-Покровська с.Сторожове
- свящ. Володимир Храпач
- парафія Святого преподобного Павла Латрського с.Кочубеївка

### Шишацький район
- прот. Павло Якименко
- парафія Свято-Іллінська  с.Воскобійники

## Монастирі єпархії
- Свято-Георгіївський жіночий монастир с. Білоцерківці, Пирятинського р-ну, Полтавської обл. Намісниця — монахиня Марія (Луценко)

- Горбанівський Різдво-Богородичний чоловічий монастир  с. Горбанівка, вул. Соборна, 5, Полтавського р-ну, Полтавської обл. Намісник: ієромонах Іоан (Луценко).

## Галерея

Свято-Покровська церква у Полтаві.
Свято-Миколаївський собор м. Кременчука - друга кафедра Полтавської єпархії
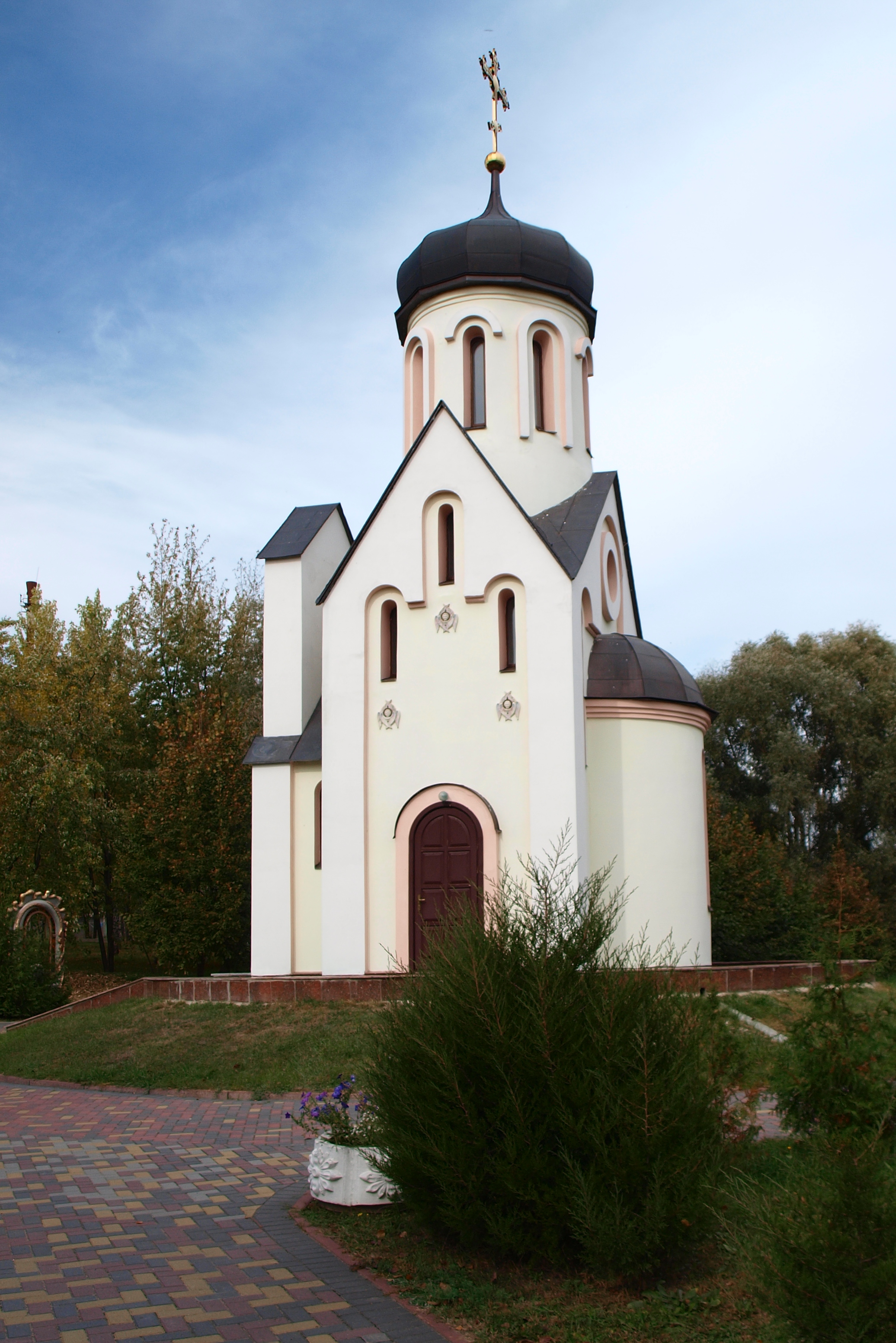
Свято-Троїцький храм у Миргороді.